# Montenegros herrlandslag i basket
Montenegros basketlandslag representerar Montenegro i basketboll på herrsidan. Laget gick med i FIBA 2006 och det första och enda mästerskapet Montenegro hittills (augusti 2011) har deltagit i är EM-slutspelet 2011 i Litauen.

## Mästerskapsresultat

### Europamästerskap
- 2011: